# (1140) Crimea
(1140) Crimea – planetoida z grupy pasa głównego asteroid okrążająca Słońce w ciągu 4 i lat 226 dni w średniej odległości 2,77 au. Została odkryta 30 grudnia 1929 roku w Obserwatorium Simejiz na górze Koszka na Krymie przez Grigorija Nieujmina. Nazwa planetoidy pochodzi od półwyspu Krym, gdzie znajduje się Obserwatorium Simejiz. Przed nadaniem nazwy planetoida nosiła oznaczenie tymczasowe (1140) 1929 YC.